# Villafría de Burgos
Pour les articles homonymes, voir Villafria.
Villafría ou Villafría de Burgos est une localité du municipio (municipalité ou canton) de Burgos, dans la comarca (comté ou pays ou arrondissement) de Alfoz de Burgos, communauté autonome de Castille-et-León, province de Burgos, dans le Nord de l’Espagne.
Sa population était de 904 habitants en 2010.
Villafría de Burgos est une halte sur le Camino francés du Pèlerinage de Saint-Jacques-de-Compostelle.

## Culture et patrimoine

### Le Pèlerinage de Compostelle
Par le Camino francés du pèlerinage de Saint-Jacques-de-Compostelle, le chemin vient soit de l'est d'Orbaneja Riopico soit directement par une piste, d'Atapuerca.
La prochaine halte est Gamonal de Riopico, dans le municipio et dans la ville de Burgos.

## Démographie
| 1842 | 1857 | 1860 | 1877 | 1887 | 1897 | 1900 | 1910 | 1920 | 1930 | 1940 | 1950 | 1960 |
| ---- | ---- | ---- | ---- | ---- | ---- | ---- | ---- | ---- | ---- | ---- | ---- | ---- |
| 152  | 480  | 488  | 416  | 429  | 469  | 464  | 543  | 503  | 501  | 540  | 628  | 550  |

## Sources et références
- (es) Cet article est partiellement ou en totalité issu de l’article de Wikipédia en espagnol intitulé « Villafría de Burgos » (voir la liste des auteurs).
- Grégoire, J.-Y. & Laborde-Balen, L. , « Le Chemin de Saint-Jacques en Espagne - De Saint-Jean-Pied-de-Port à Compostelle - Guide pratique du pèlerin », Rando Éditions, mars 2006,  (ISBN 2-84182-224-9)
- « Camino de Santiago St-Jean-Pied-de-Port - Santiago de Compostela », Michelin et Cie, Manufacture Française des Pneumatiques Michelin, Paris, 2009,  (ISBN 978-2-06-714805-5)
- « Le Chemin de Saint-Jacques Carte Routière », Junta de Castilla y León, Editorial Everest